# Precedens (hudební skupina)
Precedens je česká rocková hudební skupina, vznikla v roce 1982.
Vedoucím a autorem hudby je Martin Němec. Významnou osobou, která se podílela na tvorbě kapely v jejich začátcích, byl známý písničkář Jan Sahara Hedl, viz album Praprecedens – Co nám zbejvá natočené asi v roce 1983, vydané ale až v roce 1991. Odešel ze skupiny v roce 1984.
Výraznou postavou této skupiny byla zpěvačka Bára Basiková, která nazpívala písně na prvních deskách (Doba ledová, Věž z písku, Pompeje). Pak se rozhodla pro spolupráci s Michalem Pavlíčkem ve Stromboli a k sólové dráze. V roce 2005 se ke spolupráci s Precedensem navrátila a nazpívala hlavní vokály na desku Aurora/Abpopa. Původně byla Basiková ve skupině coby protiklad k syrovému hlasu Jana Sahary Hedla.
Za mikrofonem Basikovou zastoupili zpěváci Vladimír Dvořák, Jana Benetová, Jana Baďurová a Petr Kolář; v letech 2016–2019 Iva Marešová a od roku 2020 Daniela Langrová

## Diskografie
- 1987 – Doba ledová (LP)
- 1988 – Věž z písku (LP)
- 1988 – Dívčí válka (CD)
- 1989 – Pompeje (LP, CD)
- 1991 – Praprecedens – Co nám zbejvá (LP, CD)
- 1995 – Šílený pondělí (CD, video)
- 1996 – The best of (CD)
- 1997 – La La Lá (CD)
- 2002 – Drž hudbu (CD)
- 2005 – Aurora/Abpopa (CD)
- 2007 – 3x (3CD)
- 2013 – Co nám zbejvá (Komplet 1982 - 1984) (3CD)
- 2025 – Odstíny černé (LP, CD)

Písní „Klámeslowý“ je skupina zastoupena také na sampleru 50 miniatur z roku 2007.